# Nguyễn Thuật
Nguyễn Thuật (1842-1911), tự: Hiếu Sinh, hiệu: Hà Đình; là danh sĩ và là danh thần triều Nguyễn trong lịch sử Việt Nam.

## Thân thế và sự nghiệp
Nguyễn Thuật sinh ngày 13 tháng 5 năm Nhâm Dần (1842) tại làng Hà Lam, huyện Lễ Dương, phủ Thăng Hoa, trấn Quảng Nam (nay là thị trấn Hà Lam, huyện Thăng Bình, tỉnh Quảng Nam).
Ông nguyên tên là Nguyễn Công Nghệ, sau đổi thành Nguyễn Thuật, xuất thân trong một gia đình Nho học, là con trai thứ của ông Nguyễn Đạo và bà Võ Thị Tại. Các anh em của ông cũng đều là người đỗ đạt. Anh trai ông là Cử nhân Nguyễn Tạo và em trai của ông là Cử nhân Nguyễn Duật.
Thuở nhỏ, ông học tại nhà, sau học tại trường Huấn huyện Thăng Bình và trường Đốc tỉnh Quảng Nam. Năm Tự Đức thứ 20 (1867), Nguyễn Thuật thi đỗ cử nhân; năm sau, đỗ Phó bảng. Ban đầu, ông được bổ làm Biên tu sung Hàn lâm viện nội các, rồi thăng làm Giáo đạo trường Dưỡng Thiện, dạy các Hoàng tử.
Năm Tự Đức thứ 34 (1881), thăng Nguyễn Thuật hàm Tham tá các vụ, lãnh Bộ Hộ thị lang, rồi nhận lệnh làm Chánh sứ sang Trung Quốc. Đến khi về nước, ông được thăng hàm Tham tri.
Năm Tự Đức thứ 36 (1883), ông lại được cử làm Phó sứ để cùng Chánh sứ Phạm Thận Duật sang Thiên Tân (Trung Quốc) bàn việc hội thương, nhưng không thành công.
Trở về nước, lúc này vua Tự Đức đã băng hà (tháng 7 năm 1883), ông được vua Kiến Phúc bổ làm Tuần vũ Thanh Hóa (1884). Cũng trong năm này, ông được cử làm Chánh chủ khảo kỳ thi Hội.
Tháng 5 năm Ất Dậu (tháng 7 năm 1885), quân Pháp chiếm Kinh thành Huế, vua Hàm Nghi xuất bôn ra Quảng Trị bạn dụ Cần Vương; Nguyễn Thuật xin bãi chức vì người thân của ông tham gia chống Pháp rất đông, nhưng không được triều Đồng Khánh chấp thuận. Sau đó, ông được sung chức Tả trực Tuyên úy, rồi Thượng thư bộ Hộ, Thượng thư bộ Lại, Hiệp Biện Đại học sĩ gia hàm Thái tử Thiếu bảo.
Năm Đồng Khánh thứ hai (1887), ông được cử làm Tổng đốc Thanh Hóa. Kỳ thi Hội năm này, ông cũng được cử làm Chánh chủ khảo.
Năm Thành Thái thứ năm (1893), ông được triệu về kinh nhận hàm Hiệp tá đại học sĩ, tước An Trường tử, lãnh chức Thượng thư bộ Binh, sung Cơ mật viện đại thần.
Năm Thành Thái thứ tám (1896), với cương vị Tổng tài Quốc sử quán, Nguyễn Thuật nhận lệnh hiệp cùng Trương Quang Đản soạn cuốn Sử Quán thư mục.
Năm Thành Thái thứ mười ba (1901), vì bất hòa với Hoàng Cao Khải, và còn vì chống đối việc Nguyễn Thân chém chết mười mấy người thuộc chi đảng của Phan Đình Phùng, nên Nguyễn Thuật xin về hưu, rồi mở trường dạy học tại quê nhà. Kính trọng, người dân địa phương gọi ông là "cụ Thượng Hà Đình".
Đến khi chính quyền bảo hộ Pháp và Nam triều cho Nguyễn Thân về hưu và cử Hoàng Cao Khải ra Bắc Kỳ, vua Thành Thái liền ban chỉ triệu Nguyễn Thuật và cựu Thượng thư Hồ Lệ vào triều.
Sang đời vua Duy Tân, Nguyễn Thuật lại xin về hưu, rồi tiếp tục dạy học cho đến khi qua đời ngày 25 tháng 11 ÂL năm Tân Hợi (tức ngày 13/1/1912), thọ 70 tuổi.
Nguyễn Thuật là một quan lớn triều Nguyễn, trải các đời vua Tự Đức, Hàm Nghi, Thành Thái, Duy Tân mà gia đình vẫn thanh bạch, đương thời được nhân dân và sĩ phu trọng vọng .

## Tôn vinh
Ngày 15 tháng 9 năm 2015, Sở Văn hóa, Thể thao và Du lịch tỉnh Quảng Nam phối hợp với UBND huyện Thăng Bình tổ chức Hội thảo khoa học: "Hà Đình Nguyễn Thuật - Danh nhân văn hóa".

## Tác phẩm
Tác phẩm viết bằng chữ Hán của Nguyễn Thuật, có:
- Hà Đình ứng chế thi sao, gồm thơ họa lại thơ vua Tự Đức, hoặc làm theo đề do nhà vua này nêu ra. Ngoài ra, còn có thơ họa đáp bạn bè, vịnh sử, vịnh vật, vịnh cảnh, cảm hoài...
- Hà Đình văn tập, gồm 244 câu đối.
- Hà Đình văn sao, gồm các bài biểu, luận, tự, bi, trướng...
- Mỗi hoài ngâm thảo, quyển chi nhất (quyển I), gồm khoảng 185 bài thơ được làm từ năm 1881, tức khi tác giả nhận mệnh đi sứ sang Trung Quốc lần đầu.
- Mỗi hoài ngâm thảo, quyển chi nhị (quyển II), gồm khoảng 118 bài thơ.
- Vãng sứ Thiên Tân nhựt ký, ghi lại cuộc hành trình sang Thiên Tân năm 1883.
- Trung Triều định lệ, viết về các định chế Trung Quốc và Triều tiên (phụ).
- Khoái thư trích lục (bản chép tay, chưa in), gồm một số câu đối và các tạp bút về văn chương, nghệ thuật,v.v...
- Hà Đình Ứng chế thi sao, gồm 36 bài thơ đáp họa thơ của vua.
- Hà Đình thi thảo trích sao và Hà Đình thi thảo trích sao (tiếp theo), bao gồm khoảng 168 bài thơ xướng họa với các danh sĩ trong và ngoài nước. Trong số này có nhiều bài được vua Tự Đức khen tặng.

Đa số các quyển trên đều được khắc in năm 1910, dưới triều vua Duy Tân. Phần tác phẩm viết bằng chữ Nôm, ông có 3 bài thơ làm theo thể ca trù. Ngoài ra, theo chỉ dụ vua, Nguyễn Thuật còn biên tập hoặc tham gia biên tập nhiều tác phẩm của các vua (như: Lê Thánh Tông, Thiệu Trị, Tự Đức, v.v...), của các danh sĩ (như: Tùng Thiện Vương, Tuy Lý Vương, Trương Quốc Dụng, Phạm Phú Thứ, Nguyễn Siêu, Phạm Quý Thích, Vũ Trinh, v.v...) và một số sách khác, như: Sử quán thư mục, Đại Nam danh sơn thắng thủy thi đề tập, Đại Nam cương giới vựng biên, Đại Nam quốc cương vựng biên, Đại Nam Quốc sử tàng thư mục, Tỳ bà quốc âm tân truyện, Thi thảo tạp biên, v.v...

## Đóng góp cho văn học Việt
Nhà nghiên cứu Nguyễn Q. Thắng viết:
Số tác phẩm của Hà Đình (Nguyễn Thuật) rất đa dạng, phong phú không những về lượng mà còn về chất, mỗi khi nhà văn ký thác tâm tư, tình cảm, ngôn chí của mình qua từng trang viết...Ngoài hàng trăm bài thơ văn (khoảng 800 bài, kể cả câu đối), ông cũng có sáng tác một số tranh và thư pháp có giá trị nghệ thuật.
Đó là những đóng góp phong phú của Nguyễn Thuật đối với học thuật, văn hóa Việt Nam vào thời cận đại .

## Thơ Nguyễn Thuật
Bài thơ sau đây trích trong Mỗi hoài ngâm thảo (quyển II), đã được nhà chí sĩ Huỳnh Thúc Kháng chọn đăng trong báo Tiếng Dân số 684, nhưng ghi là Vô đề. Căn cứ câu 5 và câu cuối, thì bài thơ được làm sau khi quân Pháp đã đánh chiếm Kinh thành Huế (tức sau tháng 7 năm 1885), và khi này toàn thể Nam Kỳ đã thành thuộc địa của Pháp.
| Phiên âm Hán-Việt: Tức sự I Phi các nam lâm Thái dịch trì, Ý sơ diện diện xán pha li. Hòa giai trú tỉnh toan nghê liệt Liễu mạch thu thâm yểu niểu trì Ngọa tháp nhẫn dung tha tộc xử Hướng ngung hoàng vấn nhất nhân bi! Thập niên đăng hỏa tiêu trần tận Hồi thủ Ngưu giang lệ ám thùy. | Dịch nghĩa: Nói chuyện trước mặt (bài I) Lầu cao phía nam giáp ao Thái Dịch, Bốn mặt cửa lồng gương sáng, treo màng the mỏng. Thềm hoa ban ngày yên tĩnh, hình sư tử bày, Đường liễu mùa thu muộn, ngựa hay ruổi dong. Giường ngủ đành để cho người khác giống nằm, Hướng vào một xó góc mà khóc thử hỏi có ai thương xót! Công mười năm đèn sách nay đã tiêu mòn hết, Ngoảnh đầu xa trông Bến Nghé mà nước mắt thầm rơi. |

## Sách tham khảo
- Nguyễn Q. Thắng, Hà Đình Nguyễn Thuật. Nhà xuất bản Thành phố Hồ Chí Minh, 2005.
- Nguyễn Q. Thắng, Sống đẹp với Hà Đình. Nhà xuất bản Văn học, Hà Nội, 2009.
- Phạm Thị Huệ; Nguyễn Xuân Hoài; Phạm Thị Yến (2012). Khoa bảng Trung Bộ và Nam Bộ qua tài liệu Mộc bản triều Nguyễn. Hà Nội: Nhà xuất bản chính trị Quốc gia – Sự thật..